# 大船渡乳業
大船渡乳業株式会社（おおふなとにゅうぎょう）は、かつて岩手県大船渡市に本社を置いた農協系乳製品メーカー。
東日本大震災や資金力不足で工場施設の更新もままならず2016年3月31日をもって解散した。

## 沿革
- 1966年(昭和41年) 大船渡市農協が発足
- 1970年(昭和45年) 大船渡市農協、根岸牛乳店、甲子牛乳の協業で大船渡乳業株式会社を設立。
- 1981年(昭和56年) 大船渡市農業協同組合ミルクプラント
- 2016年(平成28年) 事業停止。解散。

## 事業所
- 〒022-0005 岩手県大船渡日頃市町字沼川18-4

## 関連事項
- 全国農協乳業協会
- 全国乳業協同組合連合会